# Figulus magnus
Figulus magnus es una especie de coleóptero de la familia Lucanidae.

## Distribución geográfica
Habita en Seychelles.